# 多爾頓鎮區 (密歇根州)
多爾頓鎮區（英語：Dalton Township）是位於美國密歇根州馬斯基根縣的一個行政鎮區。

## 地方資料
多爾頓鎮區的面積為93.90平方千米，當中陸地面積為91.30平方千米，而水域面積為2.60平方千米。根據2020年美國人口普查的數據，當地共有人口9427人，而人口密度為每平方千米100.39人。